# شندي
شَنْدِي مدينة تقع في ولاية نهر النيل بالسودان على ارتفاع 360 متر (1181 قدم) فوق سطح البحر، وتبعد عن العاصمة الخرطوم بحوالي 150 كيلومتر (93 ميل) في اتجاه الشمال الشرقي، و45 كيلومتر (27.9 ميلاً) من موقع آثار مروي القديمة. وتعتبر واحدة من أهم المدن الواقعة في شمال السودان من حيث موقعها الرابط بين شمال وشمال شرق السودان بالعاصمة في وسط السودان، وقربها من التجمعات الحضرية في شمال وشمال شرق السودان، ومن حيث تاريخها التجاري والسياسي القديم والمعاصر.

## سبب التسمية
اختلفت الروايات والتفسيرات حول معنى اللفظ شَنْدِي وسبب تسمية المدينة به، ويذهب بعضها إلى أن أصل الكلمة نوبي بمعنى البيع نقداً، بدليل أن موقع المدينة كان إبّان عهد الممالك المسيحية في السودان في القرن السادس الميلادي وما بعده يشكل سوقاً كبيرة للنخاسة يتم التبادل التجاري فيها نقداً، لكن المرجح ان التسمية كانت تستخدم لهذا الموقع منذ مملكة مروي، فقد كانت شندي كتجمع بشري معروفة وقائمة قبل قيام الممالك المسيحية في السودان، والتساؤل يدور أيضاُ حول كنه اللغة النوبية القديمة التي اشتق منها، كما أنه لا يوجد أي دليل على أن سوق شندي القديمة كانت مقتصرة على تجارة النخاسة، وهل كانت تلك التجارة تتم بالنقود أم بالمقايضة.
ووفقاً لرواية أخرى تذهب المذهب نفسه فإن كلمة شندي كلمة نوبية قديمة تم تحريفها وتعني «الشفة» وذلك لوقوعها في انحناءة نهر النيل التي أشبه ما تكون بشكل شفاه. لكن شكل انحناء النيل بالمنطقة لا يمكن مشاهدته إلا من خلال التصوير الجوي والذي لم يكن ممكناً عند نشأة المدينة.
ومن التفسيرات الأخرى لمعنى اللفظ هو أنه كان يعني باللغة المروية «الكبش»، لإن المكان كان يشكّل مرتعاً للخراف التي كان يجري تقديسها في مملكة مروي، وهو ما يظهر بوضوح في آثار التماثيل الموجودة داخل قاعة الخراف بمدخل قصر النقعة ومنطقة البجراوية، لكن المشكلة هنا تكمن في أن حروف الكتابة المروية لم يتم فك طلاسمها حتى الآن حتى يمكن التحقق من صحة هذا التفسير، وربما كان ذلك سبباً في أن ينسب البعض الاسم إلى لغة الداجو التي تستخدم نفس اللفظ للخراف، جازماً بأن قبيلة الداجو استوطنت المنطقة قبل خروجها منها متوجهة إلى كردفان ودارفور في وجه الغزو الحبشي لمروي بقيادة عيزانا ملك اكسوم. ويكون الاسم حسب رواية أخرى مغايرة مشتقاً من لفظ «شآندءا»، وهو الشتاء الطويل بلغة البجة التي كانت تستوطن المنطقة في قديم الزمان. هذه تفسيرات كلها تحتاج إلى أدلة.
وبالرجوع إلى المصادر الفرعونية المصرية القديمة (الهيروغليفية)، يتضح بأن قدماء المصريين كانوا يطلقون اسم «شَنَدْ» على شجر السُنط، ومعروف أن منطقة شندي يكثر بها هذا النوع من الشجر.

## التاريخ
لمدينة شندي تاريخًا حافلًا بالأحداث، كان لموقعها الذي يتوسط عدة مناطق جغرافية وكيانات قبلية دورٌ سياسيٌّ وتجاريٌّ كبيرٌ، حيث تقع المدينة بالقرب من مواقع الحضارات السودانية القديمة ومن بينها حضارة مروي (آثار النقعة والمصوّرات و[[مروي]8] القديمة) وكانت ملتقى طرق تجارية أهمها الطريق التجارية المؤدية إلى شبه الجزيرة العربية والهند والشرق الأقصى عبر سواكن، وطريق النيل المتجهة نحو مصر في الشمال، والطريق الجنوبية نحو الحبشة عبر البطانة وسنار إلى غوندار. والطريق القادمة من كردفان ودارفور، وتمر عبره قوافل التجارة والحجيج الآتية من أواسط أفريقيا متجهة نحو الحجاز عبر سواكن.

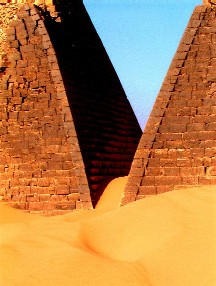
أهرامات البجراوية كبوشية شمال شندي

### التاريخ القديم
من المرجح أن شندي ظهرت مع بدايات استقرار الإنسان القديم على ضفاف نهر النيل خلال مرحلة التحول من العصر الحجرى الحديث إلى حقبة تعلم الزراعة والرعي ومن ثم الاستقرار وتكوين التجمعات الحضرية.
ولا يعرف بالتحديد متى بدأت هذه التجمعات في التكوّن في منطقة شندي، لكن من المؤكد أن المنطقة الواقعة حاليًّا بين «فندق الكوثر» القريب من مدرسة شندي الثانوية في شمال المدينة وحتى تخوم «قلعة شنان » نوباً قد شهدت نوعاً من الاستيطان البشري شبه المتواصل طوال الأربعة آلاف سنة الماضية. وهو ما تكشف عن بقايا وآثار مخازن حبوب وثمار والمدافن، علاوة عن وقوع هذه المنطقة بالقرب من النهر حيث مورد المياه الدائم وارتفاعها نسبيًّا عن الأراضي المنخفضة المغمورة بمياه الفيضان الموسمي لنهر النيل المعروفة محليًّا بالكَرُو - أي الأراضي المؤجَّرة للفلاحة والزراعة، مما يعني بعدها عن خطر الفيضان وصلاحها للفلاحة المستمرة وتوافر الحشائش والكلأ فيها التي تساعد على الرعي وتدجين الحيوانات، مما يجعلها موضعًا مناسبًا للرخاء ولنشأة تجمع حضري وتطوره.
وقد كشف التنقيب الأثري في موقع قلعة شنان، عن انتشار واسع لنشاطات إنسان العصر الحجري الحديث في منطقة شندي، وتدل كمية ونوعية المقتنيات الأثرية المستخرجة من الموقع عن مستوطنة كبيرة كانت قائمة في المكان، استغل سكانها الموارد الطبيعية بالمنطقة.

### القرون الوسطى
كانت المدينة إبان القرون الوسطى واحدة من كبريات الأسواق في شمال شرق وغرب أفريقيا حيث كانت تتقاطع فيها طرق القوافل المتجهة إلى البحر الأحمر بما فيها قوافل الحجيج القادمة من غرب أفريقيا، كما كانت تستقبل القوافل التجارية القادمة من جنوب ووسط السودان ومن ممالك الحبشة.
وصف الرحالة الإنجليزي جيمس بروس في كتابه «سياحة للكشف عن منابع النيل»، شندي التي توقف فيها لفترة قصيرة في سنة 1772 م، وهو في طريق عودته من الحبشة بالمدينة المزدهرة ذات التجارة الرائجة، وأشاد بسوقها الحافلة بالسلع والبضائع والتي تحيط بها البساتين والحقول الزراعية المروية الواقعة على ضفاف نهر النيل. وذكر بأن السوق الأسبوعية في شندي تعد الأكبر من نوعها في بلاد النوبة، وتقع على تقاطع طريقين للتجارة، حيث تصل إليها الماشية والخيول والصمغ العربي وسن الفيل والرقيق والتبغ وعسل النحل، والبن وجلود الأغنام وغيرها من السلع من أواسط وجنوب السودان والمنخفضات الغربية للحبشة عبر سنار، ومن منطقة جنوب غرب دارفور وشمال كردفان عبر الصحراء، بينما يصل إليها السكر والقطن الأبيض والنحاس الأصفر من مصر، عبر بربر. والتوابل والبهارات من الهند، والأواني الزجاجية والحلوى من أوروبا عبر ميناء سواكن على البحر الأحمر
وذكر بروس بأن أمراة كانت تحكم شندي اسمها «ستنا».
وقدّم الرحالة والمستشرق الألماني يوهن لودفيك بركهارت وصفاً دقيقاً للظروف الاقتصادية والاجتماعية بالمدينة عندما زارها في سنة 1814 م، وهو في طريقه إلى سواكن عبر كسلا، حيث ذكر بأنه إنضم إلى قافلة تجارية تتكون من أكثر 200 رأس من الإبل و150 من التجار تصحبهم عائلاتهم و300 من الرقيق و30 من الخيول التي كانت مخصصة لليمن.، وحتى يُبعد عنه الشك إدعى بأنه تاجر صغير يريد التوجه إلى مضارب النيل العليا بحثاً عن ابن عم له اختفى منذ بضع سنين، وهو في رحلة إلى مدينة سنار، وتقرر أن يكون أول مارس/آذار من سنة 1814 م موعداً لتحرك القافلة.
ووفقاً له كانت هناك طريقاً تتجه شرقاً نحو أدنى نهر عطبرة عبر قوز رجب (مباشرة أو عن طريق كسلا) إلى ميناء سواكن على البحر الأحمر، حيث يتم شحن البضائع إلى الأمصار العربية والهند وأوروبا.
وكان ثمن البضائع يدفع في سوق شندي كغيره من أسواق سلطنة الفونج بدولار ماريا تريزا الإسباني الفضي أو بالمقايضة بالمنتوجات المحلية مثل الذرة أو القطن الخام أو القطن المصنع في شكل أقمشة تعرف محلياً بِـ«الدَمُور» الذي كانت المدينة تشتهر بإنتاجه ويرتديه سكانها. وتصل طول القطعة منه إلى ستة أمتار وعرضها ثلاثة أمتار، تتفاوت من حيث السماكة ودرجة نعومة الملمس، وتعرف أيضاً «بالفَرْدَة»، و«القَنجَة»، و«الطَرحَة»، و«الشَيلان».
وذكر بركهارت بأن شندي كانت تتكون عند زيارته لها في عام 1814 م من أربع مناطق سكنية تعرف الواحدة منها باسم «الحِلّة» (الجمع حلال) تفصل بينها مسافات متسعة وأماكن تقام فيها الأسوق الأسبوعية. وقال إن أبنية شندي كانت أكبر من المباني في دنقلا وسائر مدن شمال السودان، وكان عدد البيوت في شندي حوالي 800 إلى 1000 بيت مبنية خارج نطاق الأراضي الزراعية على أطراف الصحراء، وبعض البيوت تبعد عن نهر النيل بحوالي مسيرة نصف ساعة. وشبّه منازل شندي بتلك التي في مدينة بربر المجاورة، لكن بيوت شندي أكثر عدداً والمنازل الخربة فيها أقل. وقليلا ما تفصل بين البيوت طرق أو شوارع مستقيمة وهي منتشرة على السهل نحو الصحراء في غير نظام أو تناسق. وذكر بأنه لم يشاهد في شندي منزلاً واحداً مبني من الطوب المحروق، إلا أن منزل الملك ومنازل أقربائه أحسن بناء من سائر المنازل وتحيط بها أسواراً عالية.

### المك نمر ملك شندي
وذكر بوركهارت في كتاباته ملك شندي وقال إن اسمه هو المك محمد النمر ناير، ملك الجعليين وعائلته فرع من الأسرة المشاركة في حكم سنار وتسمى عائلة ود عجيب، ووالده من قبيلة الجعليين وأمه من أسرة ود عجيب، لذا يبدو أن للنساء في شندي دوراً في توريث الحكم لأبنائهن. وقال إنه شاهد المك نمر والذي وصفه بأنه كان طويل القامة يرتدي ثياباً بيضاء ويتلفح بجلد نمر مرقط على كتفه.
وكان ملك شندي شأنه شأن حكام بربر يدين بالولاء لحاكم سنار، وفيما عدا مبلغ المال الذي كان يدفعه لحاكم سنار سنوياً وبعض الزيارات المتبادلة من الجانبين، فإن ملك شندي كان يتمتّع باستقلال تام عن سنار في أقليم منطقته كله والممتد شمالاً لمسيرة يومين.

### غزوة إسماعيل كامل باشا
في سنة 1821 قرر الخديوي محمد علي باشا، والي الدولة العثمانية على مصر غزو السودان لتوسيع رقعة ملكه ومطادرة فلول المماليك الذين أطاح بحكمهم في مصر، وتقدمّت جيوشه نحو شمال السودان بقيادة ابنه الثالث إسماعيل كامل باشا وسارت على طول مجرى النيل فقاتله الشايقية في معركة (كورتي) 1820م وانتصر عليهم، ثم وصل إلى شندي في نوفمبر/تشرين الثاني 1822 وهو في طريقه نحو سنار عاصمة الفونج، ودخل إسماعيل باشا كامل في تفاوض مع المك نمر، ملك شندي. ويسجل التاريخ بأن الشاب إسماعيل وجّه إساءة بالغة إلى المك عندما طلب منه بصلف وغرور أن يمدّه بأعداد كبيرة من المواشي والعبيد والجواري قائلاً له: "كالتي تقف إلى جوارك "، ومشيراً بأصبعه نحو ابنة المك الصغيرة الواقفة جوار أبيها، فاستشاط المك غضباً وأمسك بمقبض سيفه في محاولة للفتك بالباشا، إلا أن مساعد المك الذي كان في جواره، أومأ إليه بأن يتريّث حتى يحين الوقت المناسب للرد على الإهانة. تماسك المك نمر وتظاهر بالإذعان ودعا الباشا وأتباعه إلى وليمة كبيرة تم خلالها إحاطة مكان الاحتفال بالحشائش والأعلاف الجافة ومحاصرته بأنصار الملك. وأُضرمت النيران فيه ومات الباشا اختناقًا أو حرقًا في بعض الروايات مع أعداد كبيرة ممن كان معه من حراسه وخدامه، فيما تم قتل كل من حاول منهم الهرب من لهيب النار.
وطبقاً لرواية المؤرخ السوداني مكي شبيكة فإن الباشا كان قد ترك خيالته في مكان يبعد تحو 20 ميلاً (32 كيلومتر) جنوب شندي وأسرع مع عدد من حاشيته وحرسه الخاص وطبيبه إلى شندي واستدعى المك نمر والمك مساعد وطلب منهم أن يحضرا من الماشية والإبل والأموال ما يقدر نحو عشرين ألف جنيه مصري، ولما تبرم الملك نمر من فداحة الطلب واعترض صفعه الباشا على وجهه بغليونه الطويل، وهمّ الملك بالرد على الإهانة بالسيف، لكن المك مساعد غمزه بيده، وفي رواية أخرى تحدث معه بلهجة البشاريين وطلب منه أن يُرجيء الانتقام.
وكان رد فعل محمد علي باشا على مقتل إبنه مدمراً حيث أمر صهره محمد بك الدفتردار بالعودة من كردفان لشنّ حملة تأديبية تعرّضت خلالها مدينة شندي للدمار والخراب في سنة 1823، وقتل معظم سكانها. وانسحب المك نمر من المدينة جنوباً نحو سنار وحدود الحبشة حيث استقر هناك وأقام اتباعه مدينة أطلقوا عليها اسم المتمة، تيمنا بالمتمة في شندي.
ظلّت شندي لبقية القرن التاسع عشر قرية مجهولة للغزاة، وتحولت سوقها شمالاً إلى الخرطوم، عاصمة الحكم التركي المصري آنذاك والمعروف في السودان باسم التركية السابقة (1821 - 1885)، وما عادت لها أيّة أهمية اقتصادية ولم يعد إنتاجها الزراعي كافياً لإطعام سكان ريفها.
ووصف الرحالة الألماني ألفريد بريم في كتابه «مخططات رحلة من شمال شرق إفريقيا»، مدينة المتمة الواقعة على الضفة اليسرى لنهر النيل كامتداد لشندي الجديدة، وما تزخر به من أعمال الذهب والفضة ودباغة الجلود.

## معركة أبو طليح
ظهرت شندي مرة أخرى في وتيرة الأحداث المهمة، بالسودان عام 1884 إبان حكم المهدية (1881 - 1899) عندما حاصرت قوات المهدي حاكم عام السودان غوردون باشا في قصره في الخرطوم، وتم إرسال بعثة عسكرية من مصر قوامها 5400 جندي تضم كتيبة كندية إلى السودان لفك الحصار وتخليص غوردون وأركان حكومته من قبضة المهدي، وسارت القوة تحت قيادة السير هربرت ستيوارت عبر منطقة كورتي الواقعة على انحناءة النيل متتبعة طريق القوافل القديمة عبر الصحراء إلى الشرق نحو المتمة، ووقعت في « أبو طليح » على بعد بضعة أميال شمال شندي معركة حاسمة في 17 يناير / كانون الثاني 1885 م، بين القوة التي كانت تتكون في أغلبيتها من الهجانة (فيلق جنود الإبل) ومقاتلين يقودهم الأمير حاج علي ود سعد، قائد فرسان الجعليين بمعاونة عرب الحسانية والأحامدة قبل أن يصلهم المدد من قوات المهدي بقيادة الأمير موسى ود حلو، وتكبدت القوة الكندية خسائر كبيرة في الأرواح لقي عدد من كبار ضباطها حتفهم، ومات قائدها هربرت استيوارت متأثراً بجراحه وفشلت البعثة في تحقيق مهمتها بسقوط الخرطوم على يد المهدي في 28 يناير / كانون الثاني 1885 م، ومقتل غوردون باشا.
وفي مطلع القرن العشرين الميلادي، أصبحت المدينة مركزاً للمنسوجات القطنية والصناعات الجلدية والحرف الحديدية والأصباغ. وضمّت معسكراً لقوات الفرسان وورشة للسكك الحديدية ومجموعة من المرافق والمؤسسات الإدارية والخدمية.

## الطوبوغرافيا
تقع شندي في حزام الساحل الممتد من شرق السودان وحتى المنطقة جنوب غرب الصحراء الكبرى. كما تقع في حوض شندي الرسوبي الممتد من مقرن النيلين الأبيض والأزرق في الخرطوم وحتى مصب نهر عطبرة. وتعرف الأراض المنخفضة التي تغمرها مياه النيل بالكرو، وتتميز تربتها بأنها طينية ثقيلة وتتكون من طبقات غرينية. ويمر بالمدينة خور أم جقيمة.

## مشاكل بيئية
تعاني شندي كغيرها من كثير مناطق شمال السودان من مشكلة التصحر، حيث تنتشر التكوينات الرملية في أجزاء واسعة منها والمتمثلة في كثبان رمال محمولة بواسطة الرياح وسهول رملية خشنة وتلال رملية.

## المناخ
يسود شندي المناخ الصحراوي الجاف، حيث تبلغ درجة الحرارة أوجهها في شهري مايو / أيار ويونيو / حزيران، ويبلغ أعلى معدل لها في شهر مايو/ حزيران ليسجل 35 درجة مئوية (95 درجة فهرنهايت). وتنخفض درجة الحرارة في الشهور من نوفمبر / تشرين الثاني وحتى مارس / آذارـ حيث يبلغ أدنى معدل لها 22 درجة مئوية (71 فهرنهايت) في شهر يناير / كانون الثاني.
تهب على المدينة رياح شمالية إلى شمالية شرقية محملة بالأتربة.
أعلى معدل للأمطار لا يزيد عن 54 مليمتر (2 بوصة)، في شهر أغسطس / آب، ويبلغ المعدل السنوي 100 مليمتر (3.9 بوصة).
| متوسط حالة الطقس شندي           | متوسط حالة الطقس شندي | متوسط حالة الطقس شندي | متوسط حالة الطقس شندي | متوسط حالة الطقس شندي | متوسط حالة الطقس شندي | متوسط حالة الطقس شندي | متوسط حالة الطقس شندي | متوسط حالة الطقس شندي | متوسط حالة الطقس شندي | متوسط حالة الطقس شندي | متوسط حالة الطقس شندي | متوسط حالة الطقس شندي | متوسط حالة الطقس شندي | متوسط حالة الطقس شندي |
| درجة الحرارة                    | درجة الحرارة          | درجة الحرارة          | درجة الحرارة          | درجة الحرارة          | درجة الحرارة          | درجة الحرارة          | درجة الحرارة          | درجة الحرارة          | درجة الحرارة          | درجة الحرارة          | درجة الحرارة          | درجة الحرارة          | درجة الحرارة          | درجة الحرارة          |
| الشهر                           | يناير                 | فبراير                | مارس                  | ابريل                 | مايو                  | يونيو                 | يوليو                 | اغسطس                 | سبتمبر                | أكتوبر                | نوفمبر                | ديسمبر                |                       | المتوسط               |
| ------------------------------- | --------------------- | --------------------- | --------------------- | --------------------- | --------------------- | --------------------- | --------------------- | --------------------- | --------------------- | --------------------- | --------------------- | --------------------- | --------------------- | --------------------- |
| متوسط بـ م°                     | 22                    | 24                    | 27                    | 30                    | 34                    | 35                    | 33                    | 32                    | 33                    | 32                    | 27                    | 23                    |                       | 29                    |
| المتوسط بـ ف°                   | 71                    | 75                    | 80                    | 86                    | 93                    | 95                    | 91                    | 89                    | 91                    | 89                    | 80                    | 73                    |                       | 84                    |
| هطول الأمطار                    |                       |                       |                       |                       |                       |                       |                       |                       |                       |                       |                       |                       |                       |                       |
| الشهر                           | يناير                 | فبراير                | مارس                  | ابريل                 | مايو                  | يونيو                 | يوليو                 | اغسطس                 | سبتمبر                | أكتوبر                | نوفمبر                | ديسمبر                |                       | السنوي                |
| متوسط هطول الأمطار بـ مم (بوصة) | 0 (0)                 | 0 (0)                 | 0 (0)                 | 0 (0)                 | 0 (0)                 | 2 (0,1)               | 3 (0,1)               | 28 (1,1)              | 50 (2)                | 14 (01,)              | 0 (0)                 | 0 (0)                 |                       | 100 (3,9)             |
| المصدر Weatherbase              |                       |                       |                       |                       |                       |                       |                       |                       |                       |                       |                       |                       |                       |                       |

## الموقع
تقع مدينة شندي على الضفة الشرقية لنهر النيل بين خطي عرض 18,17 درجة شمالاً وخطي طول 24,23 درجة شرقاً، وتبدأ حدودها الإدارية من منطقة المسيكتاب جنوباً وحتى قرية الضيقة المتاخمة لحدود محلية الدامر شمالاً، وتحدها شرقاً سهول البطانة، والخرطوم في الشمال الشرقي. الإحداثيات: 16°41 ش 33°26 ق، تبلغ مساحة المحلية 14596 كيلو متر (9069.53 ميلاً).

## النقل والمواصلات
ترتبط شندي بخط للسكة الحديدية مع الخرطوم بحري جنوباً، وبمدينة بربر ومنها حتى مدينة وادي حلفا في أقصى الشمال، وبمدينة عطبرة وحتى سواكن وبورتسودان شرقاً.
كما ترتبط بطريق بري وطني ممهد هو طريق التحدي الذي يربطها جنوباً بالعاصمة الخرطوم وبالمدن والمناطق الواقعة في شمال السودان وشرقه، فضلاً عن شبكة من الطرق الأخرى الموسمية والصحراوية التي تربطها بمناطق وبَوادي أخرى في كردفان ودارفور وغيرها.
وتغطي شبكة الهواتف الثابتة والمحمولة مدينة شندي والمناطق المحيطة بها حتى منطقتي المسيكتاب والمتمة والمناطق الأثرية في مروي. ورمز هاتف المدينة هو 261 ومن خارج السودان 261-(249).
ويوجد في شندي مطاراً يعرف بمطار شندي ورمزه في منظمة الإيكاو هو (HSND).

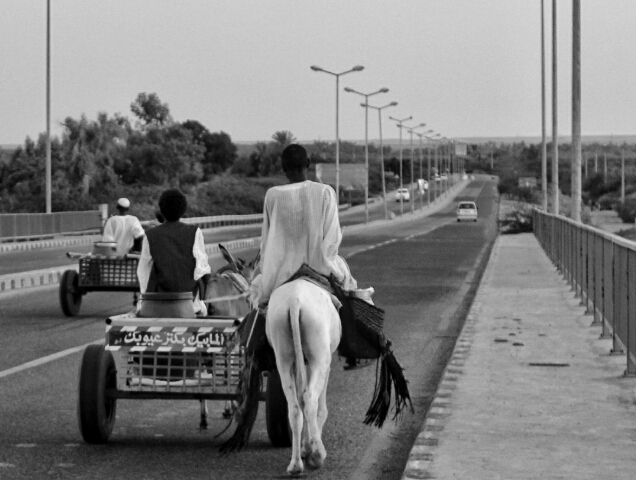

كما توجد خدمات البريد، والرمز البريدي هو 4711

## الإدارة
شندي محلية من محليات ولاية نهر النيل وأهم مدنها، وهي حاضرة محلية تحمل اسمها،
ويتكون الهيكل الإدارى فيها من:
1. المعتمد
2. المدير التنفيذى

وخمس وحدات إدارية هي:
1. وحدة مدينة شندي
2. وحدة ريفي شمال شندي
3. وحدة ريفي جنوب شندي
4. وحدة ريفي كبوشية
5. وحدة ريفي حجر العسل

وتضم المحلية حوالي 23 قرية أكبرها قرية حجر العسل.

### ريف شندي
يحيط بشندي عدد كبير من الضواحي والقرى والبوادي ومنها:
- قرى جنوب شندى:

العوتيب، حلة أبو الحسن، قوزالعلم، قندتو، الديم، السلمة بحري، السلمة قبلي، المدناب، العامراب، ديم أم طريفي، الزاكياب، الدويمات، حجر العسل، البسابير، حوش بانقا، القليعة، المريخ، أولاد حسان، بانت الأحامدة. القليعات، مويس، الطندب، قري التضامن، الضوياب، الفكي صالح، الفجيجة، الملاحة، والمسيكتاب جنوب.
- قرى شمال شندي:

الشقالوة (وتتكوّن من والموسياب وبئر الطيب والكنوز وساردية والقوز وحلة الشايقية والفضيلاب والنوراب)، المسكتاب (وتتكون من العشرة والقوز وحلة الشيخ، وبئر الشريف، وبانت وهببنا)، ديم القراي، قرية التراجمة..(وتتكون من عترة، والسدير، والشقلة، والدوشين، وبارميد)، بئر الباشا، الجباراب، الدوشين، الشيخ الطيب، بئر العربي، الخطيباب، القبلاب، الكراكسة، الأحامدة، الشراريك، قوز الحاج، كبوشية، الحماداب، البجراوية، قدو، الشبيلية، وأم علي. البريراب، الكبوشاب، العرقوب، المحمية شرق.
- قرى شمال غرب شندي:

السيال الصغير، السيال الكبير، العقدة، الحميراب، العبدوتاب، الكردة، كمير العوضية، الجوير، النوراب، الصفر، المغاوير، طيبة الخواض، الجبلاب، قوز بدر، قوز بره، كلي، الفراحسين، الإبيضاب، الحليلة، المكنية، وبقروسي.
- قرى جنوب غرب شندي:

الصلوعاب، الهوبجي، سلوة الجريف، الجابراب، الكمر، حجر الطير، الثورة، كبوتة، ودالحبشي، القلعات، ود حامد، مديسيسة، حجر ودسالم، وداي بشارة، القويز، الحقنة.

## التخطيط العمراني والأحياء السكنية
كانت شندي وحتى ثمانينيات القرن الماضي مقسمة إلى مربعات سكنية بلغ عددها خمسة عشرة مربعاً موزعة على بضعة أحياء سكنية، وتحمل أرقاماً متوالية من 1 إلى 15، تزايد عددها لاحقاً بازدياد معدل نمو سكانها لتصل إلى حوالي أربعين مربعاً سكنياً.
وتشمل الأحياء اليوم كل من:
- حي شندى فوق، وهو أكبر الأحياء السكنية وأقدمها ويتكون من ثلاث مربعات (مربع 7 ومربع 8 ومربع 9).
- حي مربع واحد، وهو واحد من أشهر أحياء شندي وأرقاها من حيث المعمار.
- حي الثورة
- حي بادقس
- حي قريش
- حي المحطة
- حلة البحر
- حي معليش
- ديم عباس
- أربعين بيت
- حي الضباط -أشلاق الجيش- أشلاق البوليس
- مربع 11
- مربع 16 (يقع فيه السوق الشعبي)
- مربع 17 درجة أولى
- مربع 18 درجة أولى
- مربع 19 درجة أولى
- مربع 20
- مربع 21
- مربع 22
- مربع 23
- مربع 24
- مربع 25
- مربع 26
- مربع 27
- مربع 28
- مربع 29
- مربع 30
- مربع 35
- مربع 36
- مربع 37
- مربع 38
- مربع 41
- مربع 42
- مربع 43
- مربع 44
- مربع 45
- مربع 46
- مربع 47
- مربع 48
- مربع 49
- مربع 50
- مربع 51
- مربع 52
- مربع 53(السكن الشعبي أو حي المعمورة)

## النشاط الاقتصادي

### القطاع الزراعي
تعتبر شندي من المدن الزراعية المهمة في شمال السودان حيث توجد بها أكبر منطقة لزراعة فاكهة المانجو في السوان، كما تشمل منتوجاتها الفول المصري والبصل والفاصوليا، وغيرها من الخضروات والفواكهة التي تمد بها العاصمة والمدن الرئيسية المجاورة.
وتوجد فيها عدة مشاريع للزراعة المروية من نهر النيل تتبع للقطاعين العام والخاص وأبرزها:
- المشاريع الحكومية وتشمل:

كبوشية، وقندتو، والبجراوية، والجهاد، والشهيد.
- مشاريع القطاع الخاص:

المسيكتاب، وساردية، والشقالوة، وكبوشية، والجزيرة الشبيلية، وود بانقا، وحجر العسل، والبسابير.
- المشاريع الاستثمارية القائمة وهي:

دوكسان، تالا، كروان، شركة كورال للإنتاج الزراعي والحيواني، مشروع فايت للإنتاج الزراعي.

### القطاع الصناعي
عرفت شندي الصناعة منذ وقت مبكر وتوجد بها عدة صناعات أهمها وأقدمها هي صناعة الغزل والنسيج، حيث يوجد مصنعاً للنسيج يعتبر من أول مصانع النسيج التي أقيمت في السودان. كما يوجد بها مصنع للصابون.
كما تم إنشاء بعض المصانع مؤخراً منها مصنع فايت للألبان وهو يغطّي مدينة شندي ويمد العاصمة بالمنتجات وكذلك مدينتي عطبرة والدامر
وكذلك تم إنشاء مصنع روابي غربي مدينة شندي

## التعليم
تنتشر في شندي وقراها عدة مدارس في مختلف المراحل الدراسية من مرحلة الأساس والمرحلة الثانوية ومرحلة التعليم العالي التي تمثلها جامعة شندي وتضم كليات للطب والصحة والقانون والآداب والتربية والاقتصاد وتنمية مجتمع.

## الرياضة
تشتهر شندي بفرق رياضية عريقة وقوية تنافس في الدوري الوطني الممتاز في كرة القدم، وعلى المستوى الإفريقي وأبرزها:
- النادي الأهلي
- نادي النسر
- النيل
- ساردية
- حوش بانقا
- الهلال
- العباسية
- المريخ
- الامل
- التحرير
- الهدف
- حي العرب

ويوجد في شندي استاد رياضي هو ملعب شندي، ويسع لحوالي 3000 متفرج.

## السكان
بلغ عدد سكان شندي حسب تقديرات عام 2007 حوالي 55 ألف نسمة.
| السنة | عدد السكان       |
| ----- | ---------------- |
| 1973  | 24.161 (إحصاء)   |
| 1983  | 34.505 (إحصاء)   |
| 2007  | 55.516 (تقديرات) |

## الرعاية الطبية
توجد بالمحلية بضعة مستشفيات تعليمية وريفية وعدد من المراكز الطبية والمستوصفات والمعامل التحليلية.
| المستشفى                | الموقع              |
| ----------------------- | ------------------- |
| مستشفى شندي التعليمي    | مدينة شندي          |
| مستشفى المك نمر الجامعي | مدينة شندي          |
| المستشفى العسكري        | مدينة شندي          |
| مستشفي المسيكتاب الريفي | قرية المسيكتاب شمال |
| مستشفى كبوشية الريفي    | قرية كبوشية         |
| مستشفى البسابير         | قرية البسابير       |
| مستشفى حجر العسل        | قرية حجر العسل      |

## أعلام شندي
ينتمي إلى محلية شندي العديد من مشاهير السودان بمختلف المجالات سياسيين ورجال أعمال وفي الرياضة والفن وفي مقدمتهم:
- المك نمر ملك الجعليين الشهير الذي قاد المقاومة ضد غزو محمد علي باشا للسودان في سنة 1821م
- الرئيس عمر حسن أحمد البشير رئيس جمهورية السودان السابق، المولود في سنة 1944 م بقرية حوش بانقا (الحوارة)، جنوب مدينة شندي
- الرئيس عبد الفتاح البرهان رئيس المجلس العسكري الانتقالي ورئيس مجلس السيادة الانتقالي والقائد الاعلى للقوات المسلحة، المولود بقرية قندتو جنوب شندي
- الفريق أول شرطة عبد الله حسن سالم مدير عام الشرطة المولود بقرية قندتو
- الفريق أول شرطة محجوب حسن سعد مدير عام الشرطة المولود بقرية قندتو
- الفريق أول شرطة حقوقي عنان حامد محمد عمر مدير عام الشرطة ووزير الداخلية المكلف المولود بقرية قندتو
- الفريق شرطة عمر الحاج الحضيري مدير عام الشرطة
- الفريق أول ركن محجوب حسن سعد مدير عام الشرطة
- السياسي والتربوي محمد الشيخ مدني رئيس برلمان ولاية الخرطوم
- السياسي والنقابي الشفيع أحمد الشيخ، وأشقائه د. الهادي، مؤسس قسم طب العيون، ومنصور مدير بنك الإدخار، ومختار المدير الإقليمي الأسبق للخطوط الجوية البريطانية

كما ينحدر منها عددًا من كبار المبدعين في الشعر وفن الغناء والإنشاد في السودان، وفي مقدمتهم:
- الفنان عثمان الشفيع
- الفنان الطيب عبد الله